# 와이 돈 위
와이 돈 위(Why Don't We)는 미국의 5인조 음악 그룹이다. 캘리포니아주 로스앤젤레스 출신이며 2016년 9월 27일에 결성되었다.

## 음반 목록

### EP
- Only the Beginning (2016)
- Something Different (2017)
- Why Don't We Just (2017)